# راسيل مارك تانر
راسيل مارك تانر (بالإنجليزية: Russell Mark Tanner)‏ (13 نوفمبر 1977 - ) هو لاعب كرة طائرة الولايات المتحدة.